# Moure (Felgueiras)
Moure is een plaats (freguesia) in de Portugese gemeente Felgueiras en telt 1177 inwoners (2001).